# Stavoren asszonya
A Stavoren asszonya 16. századi eredetű holland természetmagyarázó monda, mely egy ténylegesen lezajlott földrajzi eseményen, Stavoren, az egykor gazdag Hanza-város kikötőjének elhomokosodásán és a város ezutáni hanyatlásán alapul. A történetnek közel harminc, egymástól jelentősen eltérő verziója ismert, végső formáját a 19. században nyerte el. Az elbeszélést a Grimm fivérek is feldolgozták a Német mondák első kötetében Der Frauensand címmel.

## Történet

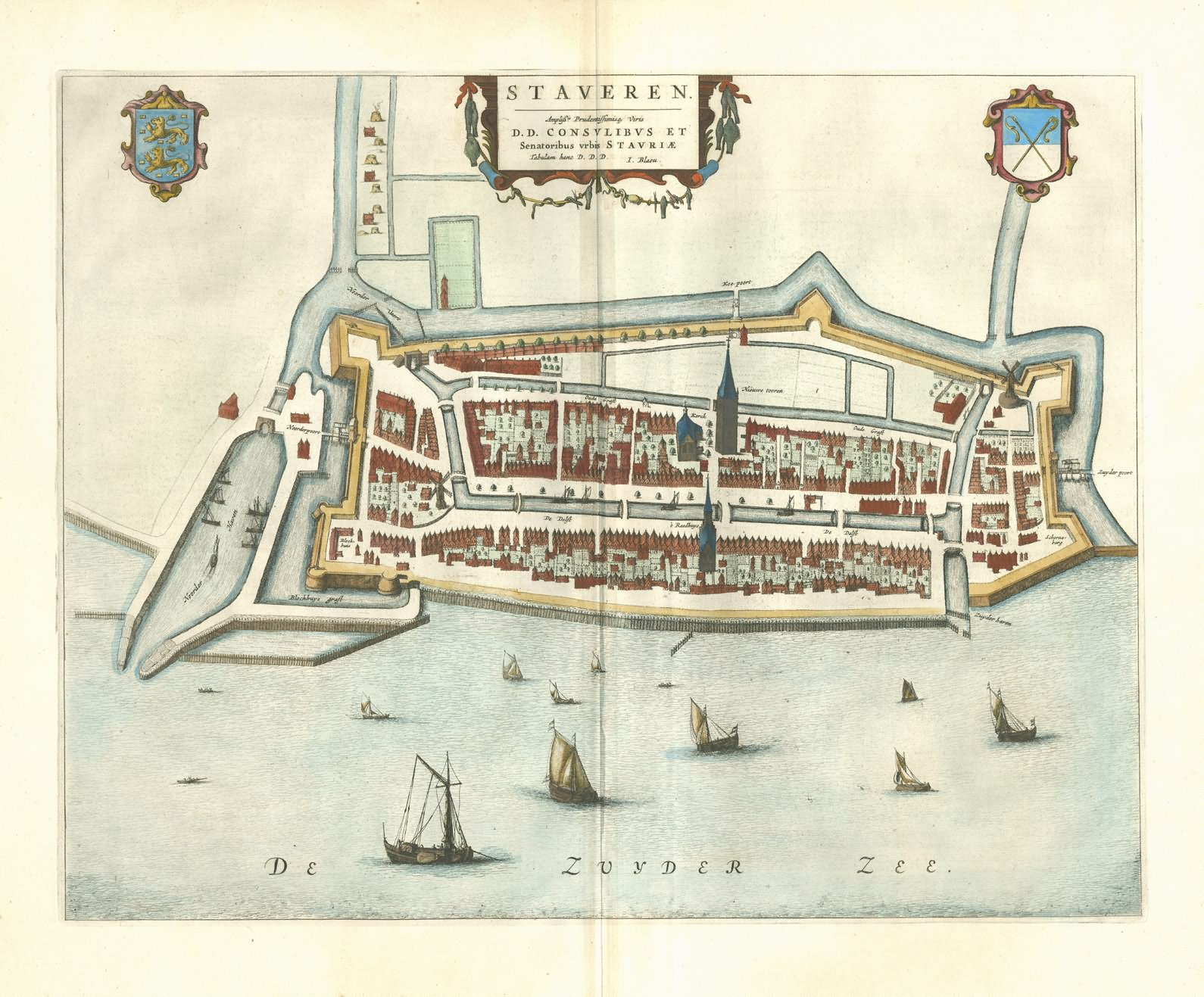
Stavoren 1649-ben

Stavoren egykoron egy híres és gazdag kikötő- és kereskedőváros volt. Hajói bejárták a tengereket, majd kincsekkel megrakodva tértek vissza. A gazdagok leggazdagabbika egy hajótulajdonos-kereskedő özvegye volt. Több hajóval rendelkezett, mint a város összes többi lakója együttvéve. Háza aranytól, ezüsttől, drága szőnyegektől roskadozott.  
A gazdagság az asszonyt elbizakodottá és gőgössé tette, azonban úgy érezte, hogy nem lehet maradéktalanul boldog, míg a világ létező legnagyobb kincsét meg nem szerzi. Egy napon elindította legszebb hajóját és legöregebb kapitányát, addig ne térjen vissza, míg azt meg nem találja és el nem hozza neki.
A hajó bejárta a világ tengereit, de az út eredménytelen volt. Hazafelé még megálltak Danzig városában. Végigjárták a kikötő összes raktárát, de ott sem jártak sikerrel. Végül az egyik raktárházban – miután végigmutatták nekik a teljes kínálatot, de semmi nem felelt meg – odaöntöttek a kapitány elé egy véka búzát, íme itt a világ legnagyobb kincse, ennél nagyobb csodát nem kínálhatunk. Elveted, kikel, learatod és kenyér lesz belőle. Gyémánton nem él meg az ember, a búza viszont maga az élet. 
A kapitány telerakatta búzával a hajóját és visszaindult. Az asszony a rakományt meglátva éktelen haragra gerjedt, megparancsolta, hogy az egészet szórják a kikötő bejárata előtt a vízbe. Ekkor egy öreg koldus fordult hozzá: ha neked nem kell, add a szegényeknek, de szavai mit sem értek, a teljes hajórakomány búzát a tengerbe lapátolták. 
Az öreg ekkor folytatta: látom megveted a búzát, lenézed a szegényeket, de a szerencse forgandó. Hamarosan magad is koldusként fogsz kéregetni a betevőért, egy szelet kenyeret nagyobb kincsnek fogsz érezni, mint most egy hajónyi aranyat. Az asszony kinevette, majd drága gyűrűjét a tengerbe dobta és így szólt: hamarább fog ez a gyűrű visszakerülni hozzám, mintsem koldus leszek. Hónapok teltek el, nem történt semmi, a hajók járták a tengereket, az özvegy napról napra gazdagabb lett.
Az asszony azonban továbbra is a világ legnagyobb kincsére vágyott. Egy napon az összes hajóját egyszerre küldte el kincskeresésre. Noha figyelmeztették, hogy ez kockázatos vállalkozás, nem törődött vele. A flotta ragyogó időben, jó széllel kihajózott, a látóhatár szélén gyülekező felhőket nem vették észre. Aznap az asszony házában hal készült vacsorára. A szakácsnő rémülten rohant be hozzá, a piacon vett hal gyomrában megtalálta a tengerbe dobott gyűrűt. Éjjel hatalmas vihar tört ki, mely a tengerre küldött teljes flottát elpusztította. A gyűrű visszakerült, a koldus jóslata a szerencse forgandóságáról beteljesült.
Az asszonyt attól fogva csapás csapás után sújtotta, hamarosan koldusszegény lett. A város öntelt polgárai sem jártak sokkal jobban. A kikötő bejáratánál vízbe szórt búza megkötötte a homokot, egy egyre növekvő homokpad keletkezett, melyen hamarosan búzamező lengedezett, de a kalászok üresek voltak, termést nem hozott. A terjeszkedő homokpad miatt a nagyobb hajók egyre nehezebben tudtak a városig eljutni, végül a kikötés lehetetlenné vált. A kereskedők új útvonalakat találtak, aki tehette, másfelé próbált szerencsét. A kevés maradó elszegényedett, a kikötő eliszaposodott, a raktárak kongtak az ürességtől. Az utcákat felverte a gaz, az egykor gazdag város lassan elnéptelenedett.